# فئودور بوندارچوک
فئودور بوندارچوک (روسی: Фёдор Серге́евич Бондарчу́к؛ زادهٔ ۹ مهٔ ۱۹۶۷) کارگردان، بازیگر و فیلم‌نامه‌نویس اهل اتحاد جماهیر سوسیالیستی شوروی است. وی از سال ۱۹۸۶ میلادی تاکنون مشغول فعالیت بوده‌است.
از فیلم‌ها یا برنامه‌های تلویزیونی که وی در آن نقش داشته است می‌توان به سقوط امپراتوری،‌ استالینگراد و در مورد عشق اشاره کرد.